# Owings (Maryland)
Owings est une census-designated place située dans le comté de Calvert, dans l’État du Maryland, aux États-Unis. Lors du recensement de 2020, elle comptait 2 141 habitants.